# Chenopodium microcarpum
Chenopodium microcarpum là loài thực vật có hoa thuộc họ Dền. Loài này được (Phil.) A. Tronc. mô tả khoa học đầu tiên năm 1977.